# Le Faouët (Côtes-d’Armor)
Faouët (bret. Ar Faved) – miejscowość i gmina we Francji, w regionie Bretania, w departamencie Côtes-d’Armor.
Według danych na rok 1990 gminę zamieszkiwało 250 osób, a gęstość zaludnienia wynosiła 33 osoby/km² (wśród 1269 gmin Bretanii Faouët plasuje się na 970. miejscu pod względem liczby ludności, natomiast pod względem powierzchni na miejscu 927.).